# See No Evil
See No Evil är en  slasherfilm från 2006 regisserad av Gregory Dark, skriven av Dan Madigan, producerad av Joel Simon. Det är den första stora filmen som produceras av WWE Films och släpptes av Lions Gate Entertainment den 19 maj 2006. Det ursprungliga namnet på filmen var Eye Scream Man, men ändrades senare till The Goodnight Man. Senare ändrades namnet The Goodnight Man i sin tur till See No Evil.

## Rollista
| Kane             | – Jacob Goodnight |
| Christina Vidal  | – Christine       |
| Michael J. Pagan | – Tye             |
| Samantha Noble   | – Kira            |
| Steven Vidler    | – Williams        |
| Cecily Polson    | – Margaret        |
| Luke Pegler      | – Michael         |
| Rachael Taylor   | – Zoe             |
| Penny McNamee    | – Melissa         |
| Craig Horner     | – Richie          |
| Mikhael Wilder   | – Russell         |
| Tiffany Lamb     | – Hannah          |